# Hartington (Nebraska)
Hartington er en amerikansk by og administrativt centrum for det amerikanske county Cedar County, i staten Nebraska. I 2000 havde byen et indbyggertal på 1.640.
42°37′16″N 97°15′50″V / 42.6211°N 97.2639°V